# Nikolina Tschakardakowa

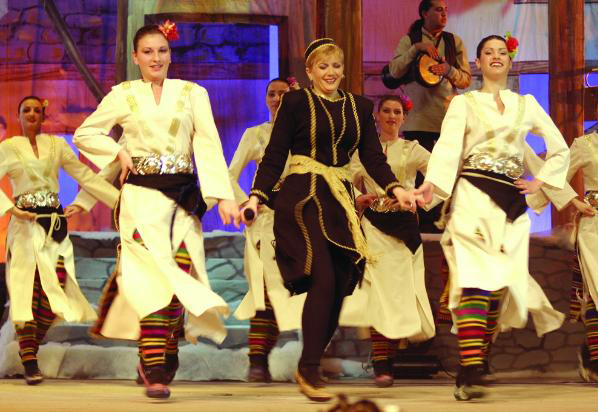
Nikolina Tschakardakowa (2003)

Nikolina Iwanowa Tschakardakowa (bulgarisch Николина Иванова Чакърдъкова, engl. Schreibweise Nikolina Chakardakova; * 4. September 1969 in Goze Deltschew) ist eine bulgarische Folklore-Sängerin. Ihr Repertoire umfasst vor allem makedonische Volkslieder.

## Diskografie

### Alben
- 1996: Tschakai me, batjo Wantscho (bulg. Чакай ме, батьо Ванчо) (deutsche Übersetzung: Warte auf mich, Bruder Wantscho)
- 2001: Ljubow i Maka ot Makedonija (bulg. Любов и мъка от Македония) (deutsche Übersetzung: Liebe und Herzschmerz aus Mazedonien)
- 2001: Pusta Mladost (bulg. Пуста младост) (deutsche Übersetzung: Öde Jugend)
- 2003: Balgarska Swatba (bulg. Българска сватба) (deutsche Übersetzung: Bulgarische Hochzeit)
- 2004: Magijata na Balgarskija Folklor (bulg. Магията на българския фолклор) (deutsche Übersetzung: Magie der bulgarischen Folklore)